# Effet Leidenfrost

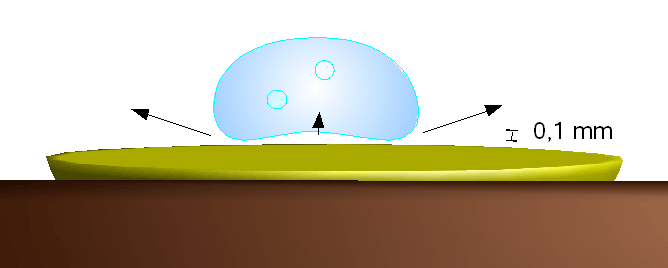
Illustration de l'effet Leidenfrost.

Pour les articles homonymes, voir Leidenfrost.
L'effet Leidenfrost est le phénomène qui met en caléfaction une goutte d'un liquide sur une plaque chaude. Le principe étant qu'une fine pellicule de vapeur se crée à partir du liquide et isole de la chaleur. Il a été décrit par Johann Gottlob Leidenfrost qui donne son nom à ce phénomène.

## Mise en évidence du phénomène
L'effet Leidenfrost peut être mis en évidence en projetant des gouttes d'eau sur une poêle ou une plaque chauffante plusieurs fois de suite à diverses températures. Initialement, quand la température de la poêle est inférieure à 100 °C, l'eau s'étale et s'évapore lentement. Quand la température de la poêle passe au-dessus de 100 °C, les gouttes d'eau sifflent en touchant la poêle et s'évaporent assez rapidement. 
Lorsque la température dépasse enfin le point Leidenfrost (environ 160 °C pour l'eau), l'effet du même nom entre en jeu : les gouttelettes ne disparaissent pas mais glissent sur la poêle. La raison en est que lorsque l'eau touche la plaque, elle se vaporise immédiatement dans sa partie inférieure : la fine couche de gaz résultant de 0,1 mm d'épaisseur assure la suspension du reste de la goutte d'eau et l'isole thermiquement de la plaque chauffante car la conductivité thermique de la vapeur d'eau est environ 27 fois moindre que celle de l'eau liquide.
Cet effet a été invoqué par Jules Verne dans le roman Michel Strogoff, pour expliquer comment le héros conserve la vue après le supplice tartare de la lame chauffée au rouge placée devant les yeux, des larmes ayant protégé ses yeux,.

## Application
Si l'on touche du métal en fusion avec sa main et que celle-ci est un peu humide, il est possible de remarquer qu'une fine couche de vapeur d'eau nous protégera brièvement de la température. De même, si l'on verse de l'azote liquide sur les mains, une fine couche d'azote gazeux va se former au contact de la surface chaude qu'est la main, contribuant à son isolation. On peut le constater dans diverses vidéos sur des sites grand public, réalisées par des professionnels aguerris,. L'effet Leidenfrost est particulièrement étudié dans les domaines où un refroidissement efficace est nécessaire comme l'automobile ou le nucléaire.